# Миеттунен, Мартти
Мартти Юхани Миеттунен (фин. Martti Juhani Miettunen; 17 апреля 1907, Симо, Великое княжество Финляндское — 19 января 2002, Хельсинки, Финляндия) — финский государственный и политический деятель, премьер-министр Финляндии (1961—1962 и 1975—1977).

## Биография
Родился в Лапландии в семье мелкого фермера. Имеет сельскохозяйственное образование.
Правительственный консультант по аграрным вопросам и секретарь кабинета министров провинции Лапландия в 1938—1941 и 1944—1945 гг., фермер в 1941—1944 гг., секретарь Аграрной партии в 1946—1950 гг.
Депутат парламента от Аграрной партии в 1945—1958. Член коллегии выборщиков президента в 1950 и 1956. 

В 1958—1973 губернатор Лаппи. 

Длительное время считался правой рукой У. К. Кекконена. 

Министр: 

- 1950—1951, 1954—1956 гг. — общественных работ и транспорта,
- 1951—1953, 1956—1957, август-ноябрь 1958, 1968—1970 гг. — сельского хозяйства,
- май-октябрь 1954 г. — финансов,
- июль-ноябрь 1957 г. — канцлер казначейства.

Дважды занимал пост премьер-министра, возглавлял 3 состава правительства.
В 1977 году навсегда ушел из политики, и президент Кекконен присвоил ему звание государственного советника.

## Факты
- Мартти Миеттунен был одним из самых долго живущих бывших руководителей государств и правительств в современном мире.
- Мартти Миеттунену принадлежит рекорд по продолжительности жизни среди всех президентов и глав правительств Финляндии.